# Angara (hordozórakéta)
Az Angara (oroszul: Ангара) orosz moduláris felépítésű hordozórakéta-család, amelyet a jövőben az orosz űrkutatás alapvető hordozóeszközének szánnak. Moduláris felépítésének köszönhetően az egyes változatok 2–40 tonna közötti hasznos terhet lesznek képesek alacsony Föld körüli pályára juttatni. A rakéták alapegységei az Univerzális Rakétamodul (URM), melyek kombinálásával alakíthatók ki az egyes változatok. A hordozórakétát a moszkvai Hrunyicsev Gépgyár fejlesztette ki.

## Története
Csak a meglévő hordozóeszközöket (Proton hordozórakéta, Szojuz hordozórakéta) használhatták. Kis- és közepes teherbírású rakéta saját gyártásban nem állt rendelkezésre, Ukrajnában ragadtak. 1995. augusztus 26-án döntött az orosz kormány az Angara hordozórakéta kifejlesztése mellett. Az Angara fejlesztését a moszkvai Hrunyicsev Gépgyár végzi. A fejlesztést Dél-Korea anyagilag támogatta.
A rakétáknak 2000–40 500 kilogrammot kell automatikus üzemmódban alacsony Föld körüli pályára (LEO = Low-Earth Orbit) állítani. A hordozórakéta párhuzamos elrendezésű. Első fokozata köré építették a második fokozat rakétáit. Olyan rakéta-családot kívánnak kifejleszteni, amely szabványosított modulokból összeállítható és megfelelően kiszolgálja a kereskedelmi igényeket. Vasúti és légi szállítása megoldható. Az első fokozatot Universal Rocket Module (URM) névre keresztelték. Egy URM egy hajtóművet, a hajtóanyag mennyiséget és a szükséges elektronikát tartalmazza. Környezetbarát üzemanyaga kerozin és folyékony oxigén, amely biztosítja a rakéta biztonságos használatát. Összeállítása mindig páratlan számú (1; 3; 5; 7). Az első fokozat hajtóműve az RD–191 típus. A legerősebb Angara rakéta első fokozata hét URM egységet tartalmaz.
Öt változatot terveztek: Angara 1.1; Angara 1.2; Angara A3; Angara 4A; Angara 5A és Angara 5-UOHB (leginkább keresett). Angara A–2; Angara Briz M; Angara KVRB; Angara Orel; Angara Stage 2; Angara UM. Az Angara 5P alkalmas emberes űrhajók szállítására. A legerősebb az Angara 5-UOHB, amely 11 tonna terhet állíthat geostacionárius pályára. Ezzel a rakéta-családdal váltják fel a jelenlegi, elavultnak számító orosz rakétákat (Koszmosz–3M; Ciklon; Rokot). A tervek szerint az Angara 7 képes lesz 45–75 tonna terhet felemelni.
2007. december 12-én az NPO Enyergomas mérnökei sikeresen tesztelték az első fokozat repülési hidraulikáját és a kormányművet működtető eszközt.
2008. szeptember 5-én az NPO Enyergomas befejezte az RD–191 motor teljes körű tesztelését, a motor készen állt a gyártásra.
2009. januárjára elkészült az URM első tesztpéldánya.
Az első tesztrepüléseket 2011-re tervezték, először a kisebb, majd a nagyobb konstrukcióval. Pénzügyi okok miatt ez 2013-ra tolódott.
A rakéta elsődleges indítási helye a Pleszeck űrrepülőtér, amely csökkenti Oroszország függőségét a kazahsztáni Bajkonuri űrrepülőtértől, továbbá az új rakéta szükségtelenné teszi az ukrán gyártmányú Zenyit, Ciklon és Dnyepr hordozórakéták vásárlását, a nehéz változatok pedig átveszik a Proton feladatkörét is. Másodlagos indító bázisként a Vosztocsnij űrrepülőteret fogják használni.
2014. július 9-én megtörtént az első sikeres tesztrepülés. Az Angara 1.2PP rakéta még nem hordozott hasznos terhet. A 21 perces szuborbitális repülés végén a Kamcsatka félszigeten csapódott be, az indítási helytől 5700 km távolságra. Ez volt egyúttal az RD–191 hajtómű első tesztrepülése is.
Az Angara A5 nehéz változat első tesztrepülését 2014. december 23-án indították Pleszeckből. A Briz–M végfokozattal felszerelt hordozórakéta 2000 kg-os tömegszimulátort hordozott.

## Kapcsolódó fejlesztések
Az Angara hordozórakétához kifejlesztett Univerzális Rakétamodulon (URM) alapul a dél-koreai Naro–1 hordozórakéta. Első fokozatként az URM módosított változatát használják, melybe az RD–191 hajtómű helyett a csökkentett, 1,67 MN tolóerejű változatát, az RD–151 hajtóművet építették. A rakéta szilárd hajtóanyagú második fokozata dél-koreai fejlesztésű. A 2009-ben és 2010-ben végrehajtott sikertelen indítások után 2013. január 30-án hajtották végre az első sikeres indítást.